# Jens Bodewalt Lampe
Jens Bodewalt Lampe (8. november 1869 i Ribe – 26. maj 1929 i New York City) var en dansk-amerikansk komponist og violinist. Han komponerede flere klassiske ragtimemelodier, hvoraf "Creole Belles" er den mest kendte, og spilles stadig af jazzbands og ragtime-pianister.

## Eksterne kilder og henvisninger
- Om Jens Bodewalt Lampe på ragpiano.com